# 河辺瓊缶
河辺 瓊缶（かわべ の にえ、生没年不詳）は古墳時代の豪族。姓は臣。

## 経歴
河辺氏（川辺氏）の名前は現在の大阪府南河内郡千早赤阪村に当たる、河内国石川郡河野辺に由来する。『新撰姓氏録』右京皇別上では、「武内宿禰四世孫宗我宿禰之後也」となっており、蘇我氏の同族とされている。主として外交面で活躍した一族であった。
西暦562年（欽明天皇23年）、
とあってから、欽明天皇は任那日本府の再興に執念を燃やすようになった。7月に新羅からの使者が調を持ってきたが、その様子を知り、帰国せずに日本に定住した、という。
『日本書紀』巻第十九は以下のような物語を伝えている。
同年7月、河辺臣瓊缶（かわべ の おみ にえ〔にへ〕）は新羅征討軍の副将として大将軍紀男麻呂(き の おまろ)とともに朝鮮半島にわたり、戦っていた。
男麻呂は哆唎（たり、現在の全羅南道の栄山江東岸と比定。元任那領域）から兵を出発させ、瓊缶は居曽山（こそむれ、現在の全羅北道南原の東北に位置する居寧と比定）より兵を出発させた。これは、男麻呂は忠清北道南部から秋風嶺を越えて新羅領内へ進み、瓊缶は全羅南道東南部の長水または雲峰方面から任那の故地に進入しようとした、ということである。
この時、任那に到着した部隊は、薦集部首登弭（こもつめべ の おびと とみ）を百済に派遣して、今後の軍事計画について打ち合わせをしようとした。しかし、登弭は妻の家に立ち寄り、印書（しるしのふみ＝機密文書）や弓箭を路に落としてしまった。そのため、新羅は詳しくその計画を知ることになり、わざと敗北を重ねて、投降したいと申し出てきた。
紀男麻呂は新羅が故意に起こした戦いに勝利したが、油断大敵と警戒し、陣営で以下のように発令した。
他の士卒はこの言葉に深く感じ入り、それに従ったが、瓊缶はさらに進軍して転戦した。新羅側は白旗をあげて武器を捨てて降伏したふりをした。この罠にひっかかった瓊缶は新羅軍の集中攻撃を受けた。ようやく瓊缶は軍を後退させ、野営を敷いたが、時遅く、兵卒達は瓊缶を見放していた。
新羅の闘将（いくさのきみ）は自分から陣営の中に進んで、瓊缶や同行していた婦女たちを捕虜にした。闘将は瓊缶に、
と尋ねた。瓊缶は、
と言って命乞いをし、妻の甘美媛（うましひめ）を身代わりにして解放された。後で妻は戻ってきたが、瓊缶を拒絶した、という。
その後、瓊缶がどうなったのかは、記録がないので分からない。翌月、大和政権は大将軍大伴連狭手彦（おおとも の むらじ さでひこ）を派遣し、「百済のはかりごと」を用いて、高麗（こま、高句麗）を兵数万で征伐している。また、上記のようないきさつがあったにもかかわらず、11月には、新羅は使者を送り、献上品と調とをたてまつったが、使者は新羅が任那を滅ぼしたことに天皇が腹を立てていることを知り、そのまま摂津国三嶋郡に定住したという。
571年、欽明天皇32年4月15日に天皇は崩御している。